# ミリ波イメージング
ミリ波イメージング（ミリはイメージング）とは、ミリ波を使用して内部構造を可視化する手法。

## 概要
ミリ波の吸収、散乱、回折を利用して画像を構成する。ミリ波イメージングによる撮像法として、人体から放射される遠赤外線よりも波長の長いミリ波をアンテナアレイで受信して画像化するパッシブ型とミリ波を送信機から送信して反射波を受信するアクティブ型がある。

## 特徴
セキュリティチェックでX線を照射する方法では線量を抑えたとしても被曝は不可避なので手荷物検査のような用途であれば利用できるがミリ波イメージングであればX線の被曝を回避可能である。電磁波の透過率は周波数に比例して指数関数的に減少するので表層部のみを可視化する。

## 用途
手荷物検査、非破壊検査等での活用が期待される。

## テラヘルツイメージング
ミリ波の中でも特に波長の短い遠赤外線に近い波長のテラヘルツ波を使用して可視化する。テラヘルツ時間領域分光法を利用して3次元イメージングを行うことが可能なテラヘルツ波送受信素子として光伝導アンテナ（Photo Conductive antenna ; PCA）を用いた光励起方式と2次元イメージングが可能な共鳴トンネルダイオード（Resonant Tunneling Diode ; RTD）を用いた電子デバイス方式がある。